# Агутови
Агутови (Dasyproctidae) е семейство едри неотропични бозайници от разред Гризачи. Включва два съществуващи в наши дни рода. Обитават тропически гори в Централна и Южна Америка. По поведение и начин на живот наподобяват на това при дребните антилопи в Стария свят. Поради вкусното си месо са ловувани от местното население с цел консумация.

## Описание
Представителите на семейството са сравнително едри и на външен вид наподобяват както на късоухи зайци, така и на древните предци на съвременните еднокопитни. Дължината на тялото достига до 80 cm, а теглото до 10 kg. Телосложението е леко и пригодено за бързо бягане. Крайниците и особено задните са сравнително дълги. Предните крайници са снабдени с 4 пръста, а задните с 3 или 5. Пръстите притежават здрави нокти, които нерядко наподобяват на копита. Опашката е къса — 1-7 cm. Космената покривка е гъста и груба, но блестяща. На цвят е черникава до жълтеникава с по-светъл корем. Притежават кожни анални жлези, които отделят секрет със силна миризма. Млечните жлези са 2 или 4 двойки. Зъбите са 20.

## Поведение
Представителите на семейството водят единичен начин на живот. Често обитават дупки под земята. Храната им е разнообразна от растителен характер – плодове, листа, орехи, корени и кора на дървета. Поради специфичното си меню нанасят сериозни вреди на плантациите. Агутовите бягат добре и сравнително добре плуват.

## Родове
- Семейство Dasyproctidae
  - Род †Alloiomys
  - Род †Australoprocta
  - Род †Branisamys
  - Род †Incamys
  - Род †Neoreomys
  - Род †Megastus
  - Род †Palmiramys
  - Род Dasyprocta, Агути
    - Dasyprocta azarae
    - Dasyprocta coibae
    - Dasyprocta cristata
    - Dasyprocta fuliginosa – Сиво агути
    - Dasyprocta guamara
    - Dasyprocta kalinowskii
    - Dasyprocta leporina – Бразилско агути
    - Dasyprocta mexicana
    - Dasyprocta prymnolopha
    - Dasyprocta punctata – Петнист агути
    - Dasyprocta ruatanica

  - Род Myoprocta
    - Myoprocta pratti
    - Myoprocta acouchy – Червено акуши

Гризачите от род Паки (Cuniculus) според някои автори (Woods, 1993;McKenna and Bell, 1997) са причислявани като трети съвременен род към семейството. Молекулярни изследвания обаче покачват по-далечно родство с останалите два рода и родът е отделен като монотипен в семейство Пакови (Rowe and Honeycutt, 2002).